# 베이비시터

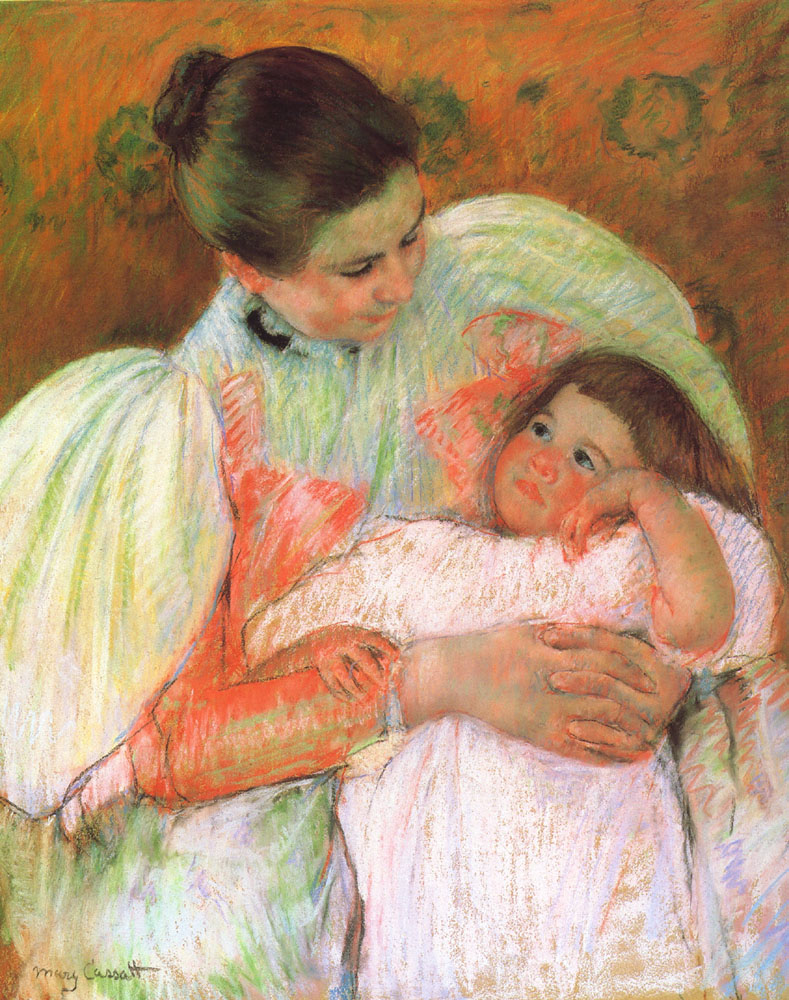
Nurse and Child(메리 카사트, 1896년)

베이비시터(영어: Babysitter)는 부모님을 대신하여 어린이를 돌보는 사람을 말한다.
베이비시팅(babysitting)은 일시적으로 아이를 돌보는 것이며 모든 연령대의 직업이기도 하다. 베이비시팅은 양육 기술뿐 아니라 부모의 통제와 불필요한 소득으로부터의 자율성을 제공한다. 1920년대에 10대들의 사회적 역할로 등장했고, 1950년대와 1960년대에 미국 등 서구권에서 특히 중요해졌다.

## 같이 보기
- 보모
- 유모